# Mick Andrews
Mick Andrews   (Buxton, 5 de juliol de 1944) és un històric pilot de trial anglès. Va ser-ne dues vegades campió d'Europa (1971 i 1972) i va guanyar cinc vegades els Sis Dies d'Escòcia de Trial (de 1970 a 1972 amb OSSA i de 1974 a 1975 amb Yamaha). Ha competit també amb èxit en altres disciplines, com ara motocròs o enduro. Conegut popularment com a The Magic Mick o Magical Mick Andrews, és probablement el pilot de trial més famós i admirat de tots els temps. El 2015 va ser nomenat FIM Legend.

## Resum biogràfic
Fill d'un oficial de l'exèrcit apassionat per les motos, Mick Andrews va néixer a Buxton (Derbyshire) però es va criar a la propera població d'Elton, a tocar de Matlock, al districte de Peak. A 14 anys va començar a participar en competicions de trial amb una James 125 cc de dos temps, aprofitant el temps lliure mentre treballava de mecànic. Va demostrar tan bones qualitats que un campió local li va deixar una 200 cc amb la qual Andrews va obtenir de seguida millors resultats que no pas ell.

### Primers èxits als 60

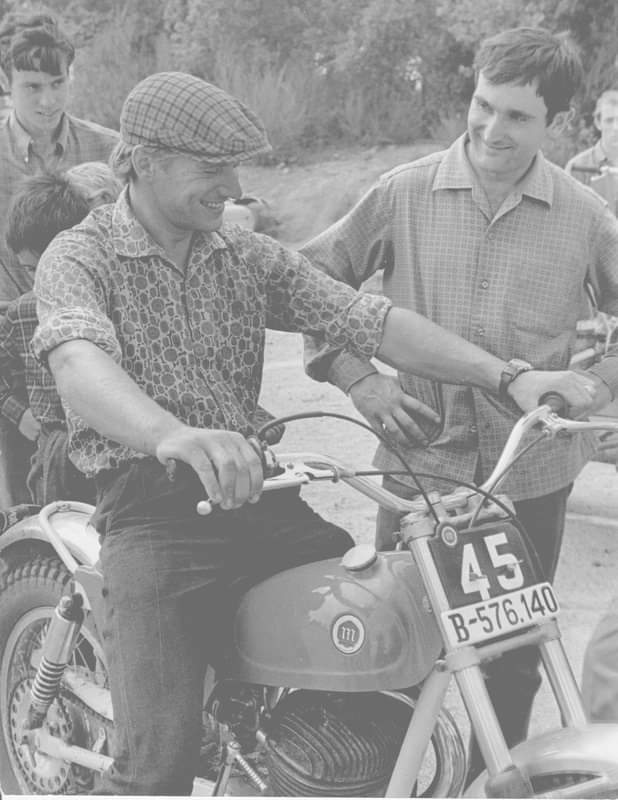
Andrews provant la Cota 247 de Pere Pi el 1968

Mentre estudiava enginyeria va aconseguir una AJS 350 amb la qual va guanyar la seva primera competició important, el Northern Experts Trial. Un dels representants d'AJS s'hi va fixar i el 1962 Andrews va entrar a l'equip de la marca, essent el pilot oficial més jove fins aleshores. Amb aquesta moto de quatre temps va debutar als Sis Dies d'Escòcia de Trial (els SSDT, dura prova coneguda sovint simplement com a Els Scottish), aconseguint acabar-hi en 29è lloc després de córrer gran part de la competició amb un amortidor trencat aguantat amb un tros de cambra de pneumàtic. En l'edició de 1963 aconseguia el segon lloc, darrere la BSA d'Arthur Lampkin, deixant sorpresos els directius d'AJS. Ja en aquells temps se'l començà a conèixer com a The Best (el millor), motiu que anys a venir els pilots italians transformarien afectuosament en "La Bèstia".
El 1964, en la seva tercera participació en els Scottish, tornava a ser segon després de la famosa Ariel GOV 132 de Sammy Miller.
El 1965 Andrews passà a pilotar una James 250, força antiga però molt més lleugera i manejable que l'AJS. Aquell any, però, fou el de l'entrada en escena de les Bultaco Sherpa T i no pogué fer res contra Sammy Miller, que aconseguí la victòria amb la moto catalana, quedant Andrews en tercer lloc (la millor posició aconseguida mai per una James). La victòria de Miller i la seva Bultaco suposaren una revolució en aquest esport: Apareixen les motos catalanes de 2 temps creades específicament per a la pràctica del trial i això suposa la crisi de les marques britàniques, que veuen com les seves feixugues màquines de quatre temps no poden fer res contra les lleugeres i potents Sherpa T de Bultaco, acompanyades ben aviat per les Cota de Montesa.
Simultàniament, Andrews també competia en motocròs i enduro. El mateix 1965 fou inclòs a l'equip de la Federació Britànica, per a competir als Sis Dies Internacionals d'Enduro (els ISDT, International Six DaysTrial, referint-se aquí el mot Trial a "prova, assaig, competició", no pas a l'esport del mateix nom) i hi aconseguí la medalla d'or, la primera de diverses que va guanyar en aquesta prova. En motocròs corria amb una Matchless 250, aconseguint dues vegades classificar-se al Gran Premi de Gran Bretanya.

### L'apogeu amb OSSA als 70

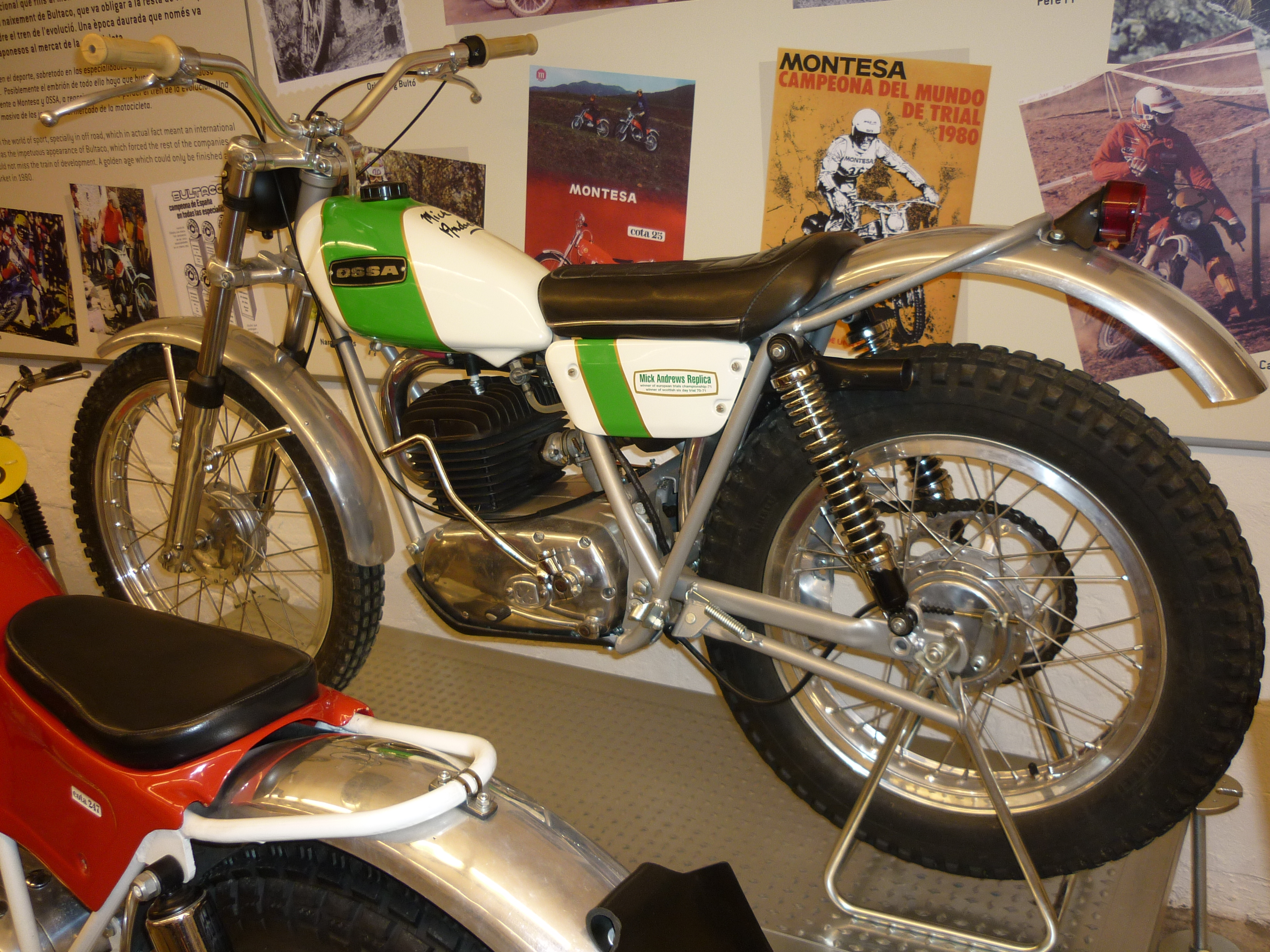
OSSA MAR 250cc de 1972

El 1966 disputà els Scottish amb una Bultaco i hi quedà tercer darrere Alan Lampkin i Sammy Miller. Poc després, el fitxà la marca catalana OSSA (amb la qual assoliria els seus màxims triomfs) i començà a col·laborar en el desenvolupament de la seva nova moto de trial partint del model d'aquells anys, l'OSSA Plonker (també anomenada Pluma). De fet, OSSA li exigí dedicar-se en exclusiva al trial i al desenvolupament dels seus models, aprofitant tant els seus dots de pilot com els seus coneixements de mecànica i enginyeria. Al seu debut amb OSSA als Scottish de 1967 s'hagué de retirar el segon dia per avaria mecànica, però l'any següent, 1968, fou tercer. Aquell any, OSSA l'envià als EUA amb sengles motocicletes de trial i motocròs, per tal que participés en una sèrie de cursos, demostracions i curses promocionals. Amb l'OSSA 250cc de motocròs va córrer contra pilots equipats amb BSA, Suzuki i altres motocicletes oficials de 500 cc, assolint la quarta posició final. Un cop tornat a Derbyshire, es casà amb la Jill i compraren una casa a Elton. El 1969 acabà segon als Sis Dies d'Escòcia, a molt pocs punts del vencedor, Bill Wilkinson.
El 1970 competí per primera vegada al Campionat Europeu, aconseguint el desè lloc i un dels objectius inicials, que era vèncer la prova catalana del mundial, el Trial de Sant Llorenç. Fou aquell any quan, per fi, arribà la victòria als Sis Dies d'Escòcia després de 9 anys intentant-ho. A l'estiu, Andrews s'instal·là amb la seva dona a Castelldefels, Baix Llobregat, per tal d'acabar de desenvolupar la que acabaria essent una de les millors motocicletes de trial de la història: la futura Mick Andrews Rèplica (MAR). Aquella moto es va gestar a la falda del Tibidabo (just on actualment hi ha la Torre de Collserola de Norman Foster), on Andrews la posava a prova en estreta col·laboració amb l'enginyer Eduard Giró, fill del propietari de l'empresa.
L'any següent, 1971, aconseguí proclamar-se Campió d'Europa i tornà a guanyar els Sis Dies d'Escòcia, dues gestes que tornà a repetir el 1972, igualant així, 23 anys després, el record de Hugh Viney (tres victòries consecutives als Scottish).
En aquells anys Andrews era el pilot més admirat, destacant pel seu pilotatge espectacular i una mica malabarista. Quan el 1971 va sortir al mercat la moto que va ajudar a crear, la primera OSSA MAR, va suposar una veritable revolució al món del trial i va esdevenir objecte de culte entre els afeccionats. Segons un reportatge aparegut el desembre d'aquell any a la premsa especialitzada, «els seus acabats voregen la perfecció; és la millor moto de trial existent».

### El canvi a Yamaha

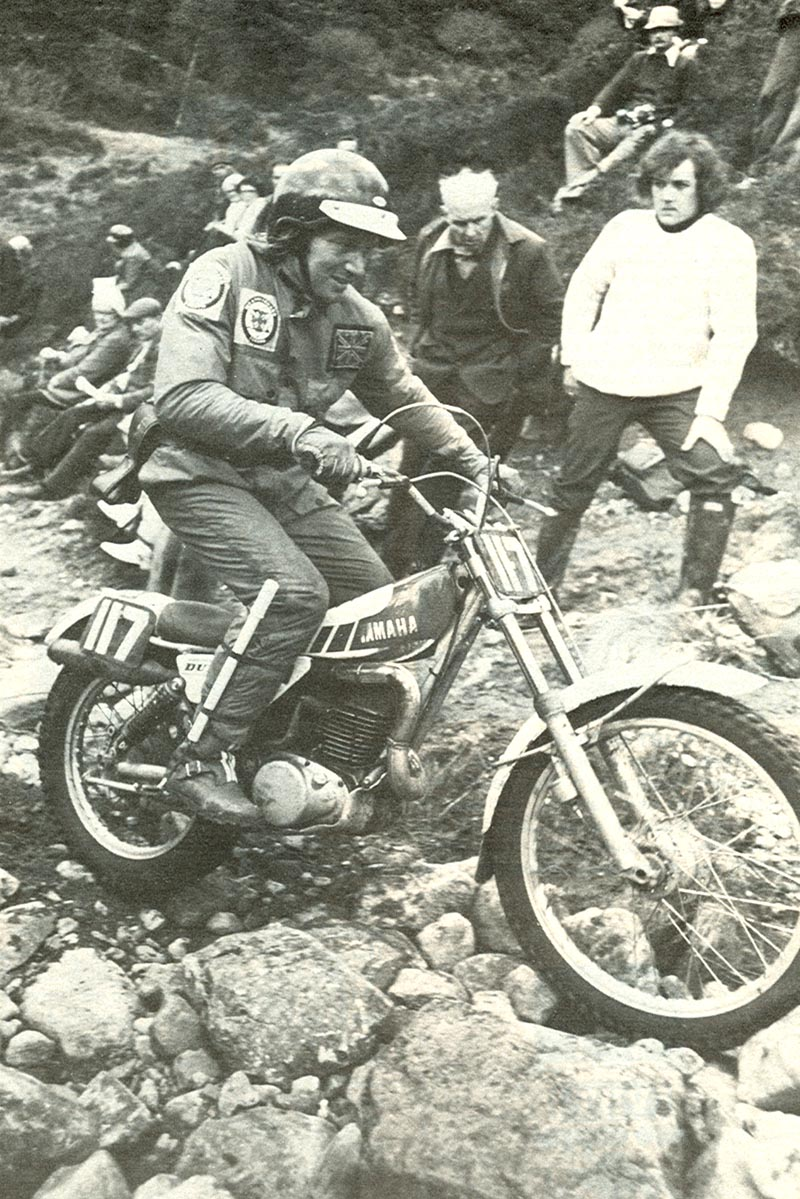
Amb la Yamaha TY el 1976

A finals del 1972 Andrews volia seguir evolucionant l'OSSA, però la fàbrica li demanava paciència i Mick es desil·lusionà i decidí d'acceptar l'oferta de la japonesa Yamaha. El 1973 va signar amb la marca un contracte que va causar sensació, ja que esdevenia el pilot de trial més ben pagat de tots els temps. Després d'una llarga feina de posada a punt de la moto, hi debutà al Trial de Sant Llorenç el març de 1973, mentre els afeccionats catalans xiulaven al seu pas en sentir-se traïts pel canvi de marca. Aquell any fou segon al Campionat Europeu darrere Martin Lampkin, i als Scottish aconseguí també el segon lloc darrere Malcolm Rathmell.
El 1974 torna a vèncer als Scottish, essent la primera vegada que una marca japonesa guanyava aquesta prova. La darrera edició del Campionat Europeu, (abans d'esdevenir mundial el 1975) fou molt competida i hi acabà finalment tercer darrere Malcolm Rathmell i Ulf Karlson. El 1975 fou un bon any per a ell, ja que tornà a guanyar els Sis Dies d'Escòcia, aconseguint igualar el rècord de 5 victòries que tenia Sammy Miller. En la primera edició del Campionat Mundial acabà en quart lloc final després de guanyar dos Grans Premis.
La següent temporada, 1976, estigué caracteritzada pels canvis tècnics a la Yamaha: es passà dels 250 als 360 cc i s'hi muntà el primer monoamortidor posterior en una moto de trial, anomenat Cantilever. La moto patia, però, alguns problemes de joventut i tornà a ser quart al Campionat Mundial, després d'aconseguir una victòria. Al mateix temps, tornà a competir en curses de motocròs després d'un parèntesi d'uns quants anys i aprofità per a publicar el seu llibre «The Mick Andrews Book of Trials», tota una obra de referència dins aquest esport. Ja el 1977, a 33 anys, les seves relacions amb Yamaha començaren a empitjorar pels problemes tècnics amb la moto. A més a més cada vegada hi havia més pilots joves al mundial que arribaven amb força (Yrjö Vesterinen, Charles Coutard, Manuel Soler, Bernie Schreiber...). Aquell any hi obtingué el 13è lloc final.

### El retorn a OSSA
Per a la temporada de 1978 Yamaha decidí prescindir dels seus serveis i Andrews es comprà una OSSA nova per a córrer el British Experts. Això va desencadenar un munt de trucades telefòniques entre la fàbrica i Mick, amb el resultat de la tornada d'Andrews a la marca catalana (la més estimada per ell) amb la qual acabà quart als Scottish i sisè al Mundial, aconseguint la tercera posició al Trial de Sant Llorenç davant l'entusiasme dels afeccionats.

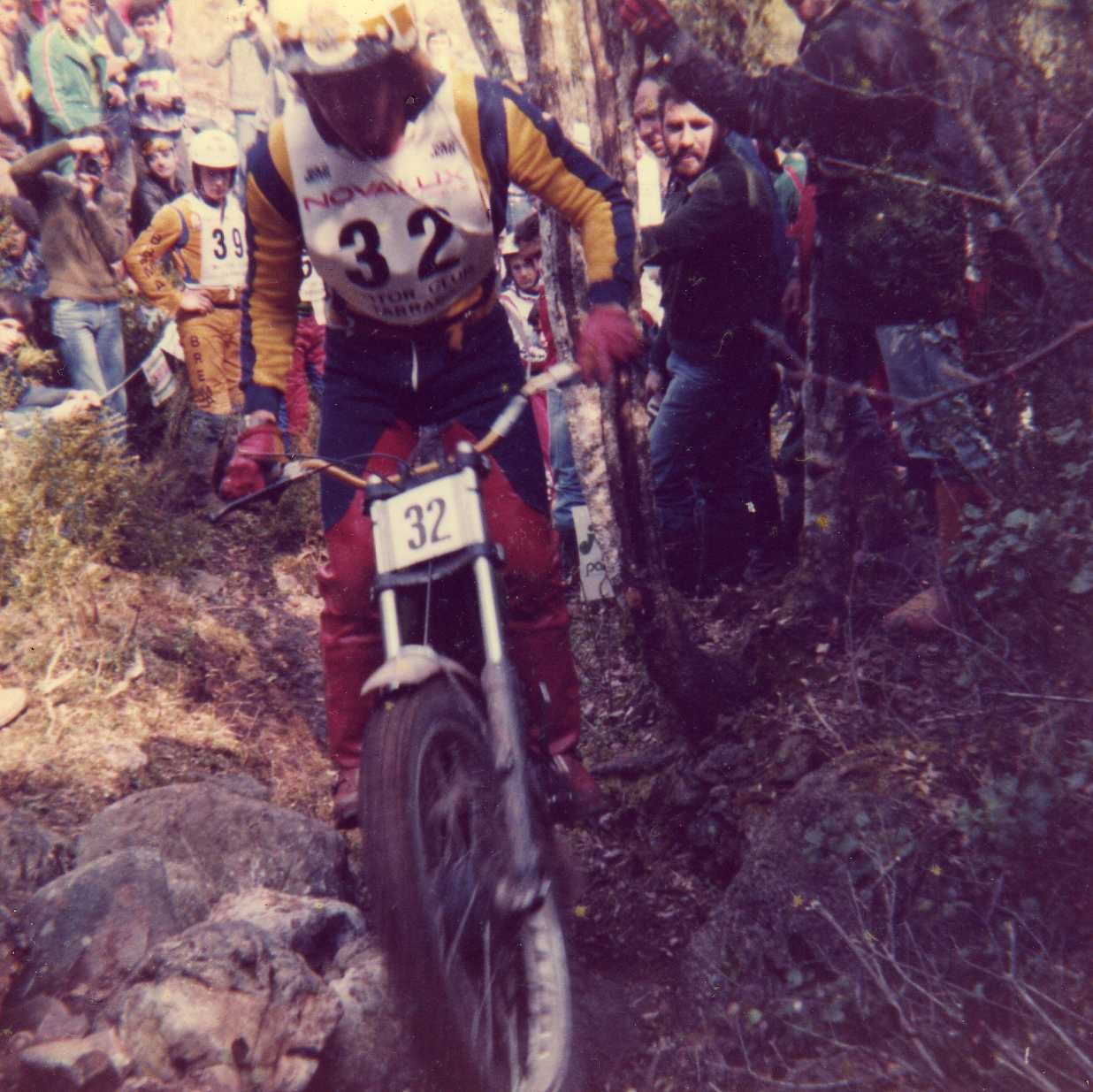
Amb l'OSSA verda al Trial de Sant Llorenç de

Durant el 1979, participà activament en l'inici del desenvolupament del nou model d'OSSA, la futura TR 80 groga, que acabà d'enllestir-se durant l'any següent. Al Trial de Sant Llorenç d'aquell any se n'hi pogueren veure dos dels primers prototipus, pilotats per Andrews i Albert Juvanteny.

### Retirada
En vista del seu declivi com a pilot d'elit decidí estrenar-se com a constructor en associació amb el seu amic John Shirt. Naixia així la petita empresa Majesty, que fabricava una moto artesanal de trial amb motor Yamaha. L'experiència fou inicialment positiva, però al cap de poc no pogué continuar a causa dels problemes de gestió i de la forta competència de les marques catalanes. Amb aquella Majesty, però, Andrews encara va guanyar alguna prova anglesa de renom durant el 1980, com ara el Bemrose Trophy Trial, que guanyà per sisena i darrera vegada al març. Des d'aquell any, a més, va col·laborar amb diverses marques desenvolupant els seus models de trial, entre elles Aprilia, Yamaha i OSSA (on la seva tasca fou determinant en la creació de la famosa OSSA TR 80, "la groga").
Amb la moda de les motos clàssiques que començà a finals de la dècada del 1980, Andrews seguí competint en gran nombre de trials i curses de motocròs amb aquestes motos retro. Durant molts anys era capaç de participar en els Sis Dies d'Escòcia Pre-65 i tot seguit en els normals, fet sorprenent per la duresa de les dues proves. Pel que fa als Pre-65, hi aconseguí la victòria els anys 1992, 93, 94 i 2002 amb la seva vella James. A data del 2009, malgrat la seva avançada edat per a aquest esport, Andrews seguia competint als Scottish i en altres proves importants, mantenint-se en forma i sorprenent tothom pels seus bons resultats. Mick, incombustible, comentà alguna vegada que «no podria viure sense seguir competint». Per això mai no ho ha deixat definitivament.
Actualment, Mick Andrews imparteix nombrosos cursets de trial arreu del món, essent considerat un dels millors mestres que hom pugui tenir, i segueix viatjant incansablement acompanyat per la seva muller, Jill. Fins fa poc, ha competit en trials "actuals" amb una Gas Gas, i per a aquestes proves ha sabut evolucionar el seu pilotatge a les tècniques modernes de conducció (tan diferents de les de la seva època daurada), i als trials de "clàssiques" segueix competint-hi amb la seva James 250. A banda, durant el 2002 i el 2003 va col·laborar activament en el desenvolupament i posada a punt dels amortidors "Classic Team Mick Andrews".

## Palmarès

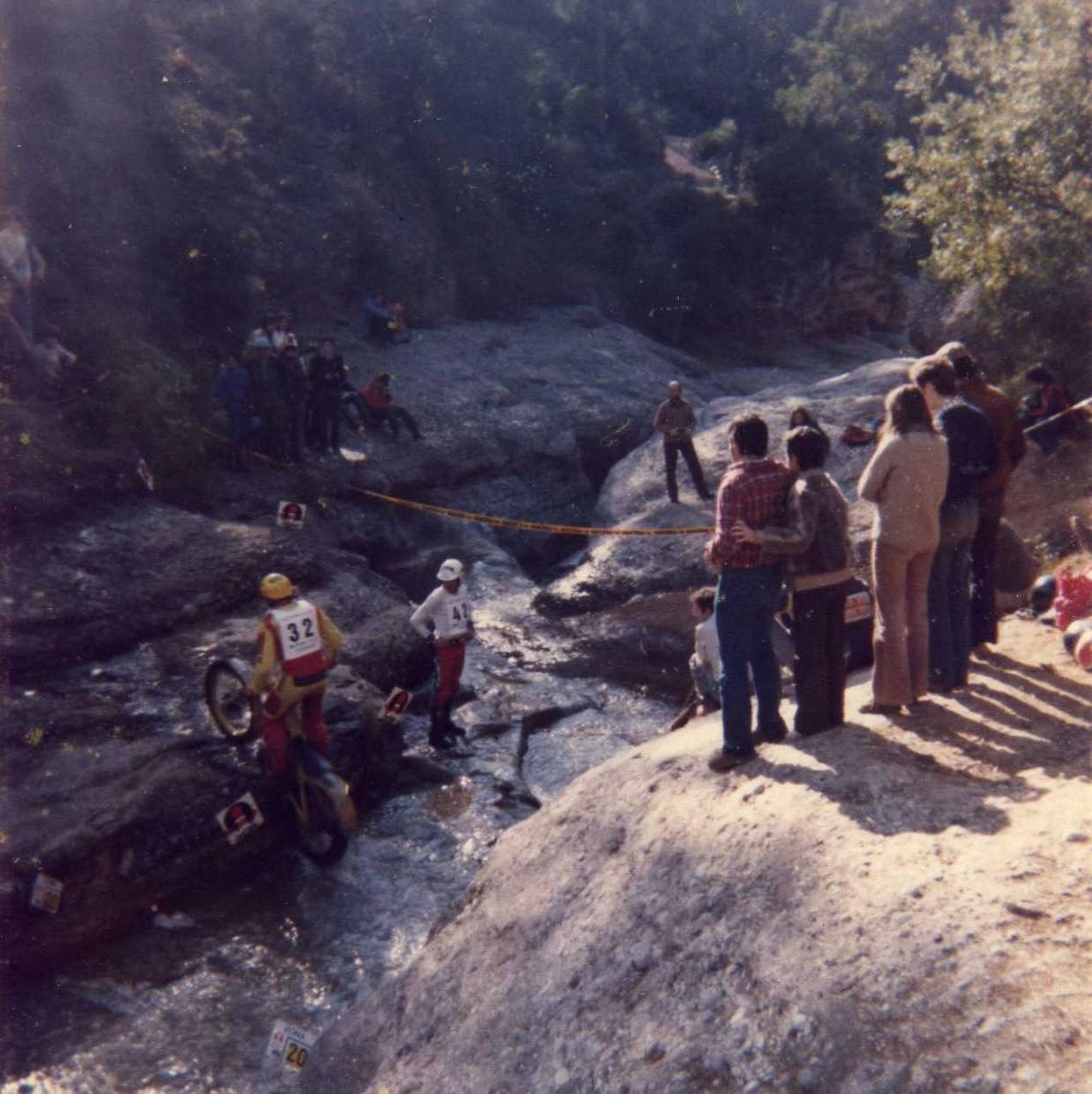
Andrews amb el prototip d'OSSA groga al Trial de Sant Llorenç de

- 2 Campionats d'Europa de trial
- 5 victòries als SSDT

### Títols per any
| Any  | Equip  | Campionat          |
| ---- | ------ | ------------------ |
| 1970 | OSSA   | SSDT               |
| 1971 | OSSA   | Campionat d'Europa |
| 1971 | OSSA   | SSDT               |
| 1972 | OSSA   | Campionat d'Europa |
| 1972 | OSSA   | SSDT               |
|      |        |                    |
| 1974 | Yamaha | SSDT               |
| 1975 | Yamaha | SSDT               |

### Resultats per any
| Any                  | Motocicleta          | Campionat del Món | Campionat britànic | SSDT          | SSDT            |  |
| Any                  | Motocicleta          | Campionat del Món | Campionat britànic | Classificació | Model emprat    |  |
| -------------------- | -------------------- | ----------------- | ------------------ | ------------- | --------------- |  |
| 1962                 | AJS                  | -                 | ?                  | 29è           | 350 4T          |  |
| 1963                 | AJS                  | -                 | 17è                | 2n            | 350 4T          |  |
| 1964                 | AJS                  | -                 | ?                  | 2n            | 350 4T          |  |
| 1965                 | James                | -                 | 3r                 | 3r            | 250 4T          |  |
| 1966                 | Bultaco              | -                 | 2n                 | 3r            | Sherpa T 250 2T |  |
| 1967                 | OSSA                 | -                 | 6è                 | - Abandó -    | 250 2T          |  |
| 1968                 | OSSA                 | -                 | ?                  | 3r            | 250 2T          |  |
| 1969                 | OSSA                 | -                 | ?                  | 2n            | 250 2T          |  |
| 1970                 | OSSA                 | 10è               | 6è                 | 1r            | 250 2T          |  |
| 1971                 | OSSA                 | 1r                | 8è                 | 1r            | 250 MAR 2T      |  |
| 1972                 | OSSA                 | 1r                | ?                  | 1r            | 250 MAR 2T      |  |
| 1973                 | Yamaha               | 2n                | 5è                 | 2n            | 250 2T          |  |
| 1974                 | Yamaha               | 3r                | 5è                 | 1r            | 250 2T          |  |
| 1975                 | Yamaha               | 4t                | 3r                 | 1r            | 250 2T          |  |
| 1976                 | Yamaha               | 4t                | 6è                 | 7è            |                 |  |
| 1977                 | Yamaha               | 13è               | 4t                 | 4t            |                 |  |
| 1978                 | Yamaha/OSSA          | 6è                | 4t                 | 4t            | 350 2T verda    |  |
| 1979                 | OSSA                 | 16è               | 14è                |               | 350 2T groga    |  |
| 1980                 | OSSA/Yamaha          | 12è               | 8è                 | 4t            |                 |  |
| 1981                 | Yamaha               | -                 | 8è                 |               |                 |  |
| Total victòries SSDT | Total victòries SSDT |                   |                    | 5             |                 |  |
| Total títols         | Total títols         | 2                 | 0                  |               |                 |  |

1. ↑  Fins al 1974 el Campionat era d'Europa, i a partir de 1975 va passar a anomenar-se Campionat del Món

### Resultats al Mundial de trial
Font:
| Any  | Equip         | 1     | 2      | 3      | 4      | 5     | 6      | 7     | 8     | 9      | 10     | 11    | 12    | 13    | 14    | Punts | Posició |
| ---- | ------------- | ----- | ------ | ------ | ------ | ----- | ------ | ----- | ----- | ------ | ------ | ----- | ----- | ----- | ----- | ----- | ------- |
| 1970 | OSSA          | GER - | FRA -  | GBR -  | BEL -  | IRL - | ESP 1  | FIN - | SWE - | POL -  |        |       |       |       |       | 15    | 10è     |
| 1971 | OSSA          | GER 1 | GBR 2  | BEL 1  | IRL 10 | FRA 1 | ESP 1  | SUI 1 | FIN 2 | SWE -  |        |       |       |       |       | 75    | 1r      |
| 1972 | OSSA          | BEL 1 | IRL 1  | FRA 2  | ESP 1  | GBR 1 | GER 1  | ITA 4 | FIN 3 | SWE -  | SUI -  |       |       |       |       | 87    | 1r      |
| 1973 | Yamaha        | IRL 4 | BEL 6  | ESP -  | FRA 1  | POL 5 | ITA 1  | FIN 2 | SWE 2 | SUI 4  | GER -  |       |       |       |       | 70    | 2n      |
| 1974 | Yamaha        | USA - | IRL 2  | BEL 1  | ESP 7  | GBR 3 | FRA 1  | ITA 2 | POL 6 | GER 6  | FIN 6  | SWE 5 | CZE 4 | SUI 2 |       | 84    | 3r      |
| 1975 | Yamaha        | IRL - | BEL 8  | ESP 4  | GBR 10 | FRA 1 | POL 5  | ITA 2 | CAN 9 | USA 10 | FIN 4  | SWE 3 | SUI 5 | GER 4 | CZE 1 | 82    | 4t      |
| 1976 | Yamaha        | IRL 7 | BEL 4  | ESP 7  | GBR 4  | FRA - | GER -  | ITA 1 | USA 6 | SWE 3  | FIN 3  | SUI 3 | CZE 4 |       |       | 69    | 4t      |
| 1977 | Yamaha        | IRL - | GBR 10 | BEL 10 | ESP -  | FRA - | GER 10 | USA - | CAN - | SWE 9  | FIN 7  | CZE 7 | SUI - |       |       | 13    | 13è     |
| 1978 | Yamaha / OSSA | IRL 4 | GBR 3  | BEL 7  | FRA 7  | ESP 3 | GER 6  | USA 8 | ITA - | AUT -  | SWE -  | FIN - | CZE - |       |       | 44    | 6è      |
| 1979 | OSSA          | IRL - | GBR -  | BEL 7  | NED -  | ESP - | FRA 8  | CAN - | USA - | ITA -  | SWE 10 | FIN - | CZE 8 |       |       | 11    | 16è     |
| 1980 | OSSA          | IRL - | GBR 1  | BEL -  | ESP -  | AUT - | FRA -  | SUI - | GER - | ITA -  | FIN -  | SWE - | CZE - |       |       | 15    | 12è     |

1. ↑  Fins al 1974, el Campionat era d'Europa.
2. ↑  8è lloc real (7è en no computar el tercer de Manuel Soler).

### Victòries als SSDT Pre-65
La prova "Pre-65" dels Sis Dies d'Escòcia està reservada a motocicletes fabricades abans de 1965, any de la irrupció de les motos de dos temps amb Bultaco.
| Any  | Motocicleta  |
| ---- | ------------ |
| 1992 | James 250 4T |
| 1993 | James 250 4T |
| 1994 | James 250 4T |
|      |              |
| 2002 | James 250 4T |

## Obra publicada
- Andrews, Mick; Beesley, Tom. The Mick Andrews Book of Trials (en anglès).  Sparkford: Patrick Stephens Limited, desembre 1976. ISBN 978-0850592719.